# Joe Manley
Pour les articles homonymes, voir Manley.
Joe Manley est un boxeur américain né le 11 juin 1959 à Lima, Ohio et mort le 2 mai 2023 à La Nouvelle-Orléans.

## Carrière
Passé professionnel en 1981, il devient champion du monde des poids super-légers IBF le 30 octobre 1986 après sa victoire par KO au 10e round contre Gary Hinton. Battu dès le combat suivant par Terry Marsh le 4 mars 1987, Manley met un terme à sa carrière en 1989 sur un bilan de 29 victoires, 8 défaites et 2 matchs nuls.

## Référence
1. ↑  « Joe Louis Manley Jr. (1959-2023) - Mémorial Find a... », sur fr.findagrave.com (consulté le 6 octobre 2024)
2. ↑  (en) 1986-10-30 Joe Manley w co 10 (15) Gary Hinton, Civic Centre, Hartford, Connecticut, USA - IBF (boxrec.com)